# Norrlanda församling
Norrlanda församling var en församling i Visby stift. Församlingen uppgick 2010 i Gothems församling.
Församlingskyrka var Norrlanda kyrka.

## Administrativ historik
Församlingen har medeltida ursprung.
Församlingen utgjorde under medeltiden ett eget pastorat för att sedan till 1962 vara annexförsamling i pastoratet Gothem och Norrlanda. År 1962 utökades pastoratet till att också omfatta Källunge och Vallstena. År 2010 uppgick denna församling tillsammans med övriga i pastoratet i Gothems församling.
Församlingskod var 098027.